# Lighter
«Lighter» —en español: Encendedor— es una canción interpretada por la cantante estadounidense Miley Cyrus, incluida en su quinto álbum de estudio Miley Cyrus & Her Dead Petz. Se trata de un tema mid-tempo compuesto únicamente por Miley Cyrus y producido por Mike Will Made It. Su video musical fue lanzado el 21 de noviembre de 2015 a través de Facebook. 
Fue calificada en 2015 por The Guardian como una de las 10 mejores canciones de la discografía de la cantante. Asimismo, la cantante afirmó que esta es una de sus canciones favoritas de su nuevo material.

## Composición
«Lighter» tiene una duración de cinco minutos y diecinueve segundos. Fue compuesta por Miley Cyrus, mientras que la producción estuvo a cargo de Mike Will Made It. La canción es una balada con el amor como tema principal. Así, en sus letras la cantante le canta a su pareja relatando lo que quiere que hagan cuando conducen y afirma que jamás uno se verá llorar cuando muera alguien, pero si se podrá ver reflejado cuando nace un bebé. La propia Cyrus en su concierto en Washington D. C. el 27 de noviembre de 2015, perteneciente a su gira Miley Cyrus & Her Dead Petz Tour, afirmó que escribió esta canción en la ducha pensando en su amiga y también cantante Ariana Grande.

## Recepción de la crítica
En 2015, la canción fue escogida como la décima mejor de la carrera de Cyrus por un artículo del diario británico The Guardian, calificándola como una "gracia salvadora" cuando "la mayoría del álbum es un desastre".

## Vídeo musical
El vídeo musical para «Lighter» fue estrenado el 21 de noviembre de 2015 mediante la cuenta Facebook de la cantante, y publicado al día siguiente en el canal de YouTube de Cyrus. Se trata de un vídeo muy sencillo donde se muestran escenas de Cyrus sobre la cual se proyectan coloridas imágenes que han sido modificadas con el efecto que proporciona el caleidoscopio, realizado por Jen Stark. La dirección del vídeo estuvo a cargo de la propia cantante y de Wayne Coyne. Según la cantante, se trata de otro regalo a sus fanáticos. Desde la revista Nylon alabaron el vídeo, afirmando que a pesar del poco presupuesto, es un gran vídeo, y es que afirman que te hipnotiza.

## Presentaciones en directo
La canción fue interpretada por primera vez durante la mini-gira de conciertos de Cyrus, junto con la banda The Flaming Lips, Miley Cyrus & Her Dead Petz Tour de 2015. Durante la presentación, Cyrus vestida con un gran abrigo colorido, interpreta la canción mientras el escenario muestra coloridas imágenes psicoledicas como las que se exponen en el vídeo musical de la canción. Durante el concierto en Washington D.C, Cyrus afirmó que escribió esta canción en la ducha pensando en su amiga y también cantante Ariana Grande.

## Listas

### Semanales
Esta canción al ser lanzada de forma gratuita, no se obtuvieron posiciones en ninguna lista de ventas, puesto que se encuentra de forma libre y en línea en Internet. Aunque el álbum ha obtenido 30 millones de reproducciones en SoundCloud pasada una semana desde este lanzamiento calificado por Cyrus como un «regalo» a sus seguidores, dando lugar a que sea un proyecto apartado del contrato firmado con Sony Music. Aun así, la canción consiguió aparecer en una lista, gracias al streaming y a la repercusión en redes sociales.
| País (Lista 2015)                               | Mejor posición | Ref   |
| ----------------------------------------------- | -------------- | ----- |
| Estados Unidos (Billboard + Twitter Top Tracks) | 15             | [ 6 ] |

## Créditos y personal
Créditos adaptados desde el sitio web de Cyrus.
Grabación
- Mezclado en Sauce Studios (Atlanta, Georgia)

Personal
- A+ – producción
- Miley Cyrus – voz principal, composición de canciones
- Paul David Hager – mezcla
- Steve Hybicki – mezcla
- Randy Lanphear – asistente
- Mike Will Made It – producción